# Todd Warriner
Pour les articles homonymes, voir Warriner.
Todd Warriner (né le 3 janvier 1974 à Blenheim, Ontario au Canada) est un joueur professionnel canadien de hockey sur glace.

## Carrière de joueur
Joueur prometteur, il a été sélectionné en 1re ronde lors du repêchage d'entrée dans la LNH en 1992 par les Nordiques de Québec, Il n'y jouera jamais. Il est échangé aux Maple Leafs de Toronto dans l'échange qui envoya Mats Sundin à Toronto. Il jouera dans la capitale ontarienne pendant plusieurs saisons avant d'être impliqué dans plusieurs transactions qui l'envoya des diverses organisations de la Ligue nationale de hockey.
Il joua ses dernières parties dans la LNH lors de la saison 2002-2003. Il s'en ira évoluer en Europe dans les championnats de Finlande, Suisse et finalement d'Allemagne où il joue toujours.
Sur le plan international, il aida l'équipe du Canada à remporter la médaille d'argent aux Jeux olympiques d'hiver de 1994

## Statistiques
| Saison     | Équipe                      | Ligue      |     | Saison régulière | Saison régulière | Saison régulière | Saison régulière | Saison régulière |   | Séries éliminatoires | Séries éliminatoires | Séries éliminatoires | Séries éliminatoires | Séries éliminatoires |
| Saison     | Équipe                      | Ligue      | PJ  | B                | A                | Pts              | Pun              | PJ               | B | A                    | Pts                  | Pun                  |                      |                      |
| 1988-1989  | Blades de Blenheim          | OHA-C      | 10  | 1                | 4                | 5                | 0                | -                | - | -                    | -                    | -                    |                      |                      |
| 1989-1990  | Maroons de Chatham          | OHA-B      | 40  | 24               | 21               | 45               | 12               | -                | - | -                    | -                    | -                    |                      |                      |
| 1990-1991  | Spitfires de Windsor        | LHO        | 57  | 36               | 28               | 64               | 26               | 11               | 5 | 6                    | 11                   | 12                   |                      |                      |
| 1991-1992  | Spitfires de Windsor        | LHO        | 50  | 41               | 42               | 83               | 66               | 7                | 5 | 4                    | 9                    | 6                    |                      |                      |
| 1992-1993  | Spitfires de Windsor        | LHO        | 23  | 13               | 21               | 34               | 29               | -                | - | -                    | -                    | -                    |                      |                      |
| 1992-1993  | Rangers de Kitchener        | LHO        | 32  | 19               | 24               | 43               | 35               | 7                | 5 | 14                   | 19                   | 14                   |                      |                      |
| 1993-1994  | Rangers de Kitchener        | LHO        | -   | -                | -                | -                | -                | 1                | 0 | 1                    | 1                    | 0                    |                      |                      |
| 1993-1994  | équipe nationale canadienne | Intl.      | 54  | 12               | 21               | 33               | 33               | -                | - | -                    | -                    | -                    |                      |                      |
| 1993-1994  | Aces de Cornwall            | LAH        | -   | -                | -                | -                | -                | 10               | 1 | 4                    | 5                    | 4                    |                      |                      |
| 1994-1995  | Maple Leafs de Saint-Jean   | LAH        | 46  | 8                | 10               | 18               | 22               | 4                | 1 | 0                    | 1                    | 2                    |                      |                      |
| 1994-1995  | Maple Leafs de Toronto      | LNH        | 5   | 0                | 0                | 0                | 0                | -                | - | -                    | -                    | -                    |                      |                      |
| 1995-1996  | Maple Leafs de Saint-Jean   | LAH        | 11  | 5                | 6                | 11               | 16               | -                | - | -                    | -                    | -                    |                      |                      |
| 1995-1996  | Maple Leafs de Toronto      | LNH        | 57  | 7                | 8                | 15               | 26               | 6                | 1 | 1                    | 2                    | 2                    |                      |                      |
| 1996-1997  | Maple Leafs de Toronto      | LNH        | 75  | 12               | 21               | 33               | 41               | -                | - | -                    | -                    | -                    |                      |                      |
| 1997-1998  | Maple Leafs de Toronto      | LNH        | 45  | 5                | 8                | 13               | 20               | -                | - | -                    | -                    | -                    |                      |                      |
| 1998-1999  | Maple Leafs de Toronto      | LNH        | 53  | 9                | 10               | 19               | 28               | 9                | 0 | 0                    | 0                    | 2                    |                      |                      |
| 1999-2000  | Maple Leafs de Toronto      | LNH        | 18  | 3                | 1                | 4                | 2                | -                | - | -                    | -                    | -                    |                      |                      |
| 1999-2000  | Lightning de Tampa Bay      | LNH        | 55  | 11               | 13               | 24               | 34               | -                | - | -                    | -                    | -                    |                      |                      |
| 2000-2001  | Lightning de Tampa Bay      | LNH        | 64  | 10               | 11               | 21               | 46               | -                | - | -                    | -                    | -                    |                      |                      |
| 2001-2002  | Falcons de Springfield      | LAH        | 2   | 0                | 0                | 0                | 0                | -                | - | -                    | -                    | -                    |                      |                      |
| 2001-2002  | Moose du Manitoba           | LAH        | 30  | 7                | 13               | 20               | 32               | -                | - | -                    | -                    | -                    |                      |                      |
| 2001-2002  | Coyotes de Phoenix          | LNH        | 18  | 0                | 3                | 3                | 8                | -                | - | -                    | -                    | -                    |                      |                      |
| 2001-2002  | Canucks de Vancouver        | LNH        | 14  | 2                | 4                | 6                | 12               | 6                | 1 | 0                    | 1                    | 2                    |                      |                      |
| 2002-2003  | Canucks de Vancouver        | LNH        | 30  | 4                | 6                | 10               | 22               | -                | - | -                    | -                    | -                    |                      |                      |
| 2002-2003  | Flyers de Philadelphie      | LNH        | 13  | 2                | 3                | 5                | 6                | -                | - | -                    | -                    | -                    |                      |                      |
| 2002-2003  | Predators de Nashville      | LNH        | 6   | 0                | 1                | 1                | 4                | -                | - | -                    | -                    | -                    |                      |                      |
| 2003-2004  | Jokerit Helsinki            | SM-liiga   | 13  | 5                | 1                | 6                | 8                | 8                | 0 | 2                    | 2                    | 29                   |                      |                      |
| 2004-2005  | Forward Morges HC           | LNB        | 44  | 23               | 33               | 56               | 136              | 2                | 0 | 1                    | 1                    | 0                    |                      |                      |
| 2005-2006  | Hannover Scorpions          | DEL        | 50  | 15               | 26               | 41               | 148              | 10               | 1 | 1                    | 2                    | 32                   |                      |                      |
| 2006-2007  | Hannover Scorpions          | DEL        | 14  | 1                | 7                | 8                | 24               | -                | - | -                    | -                    | -                    |                      |                      |
| 2007-2008  | Kölner Haie                 | DEL        | 39  | 18               | 23               | 41               | 108              | 14               | 3 | 6                    | 9                    | 38                   |                      |                      |
| 2008-2009  | Kölner Haie                 | DEL        | 34  | 5                | 12               | 17               | 185              | -                | - | -                    | -                    | -                    |                      |                      |
| Totaux LNH | Totaux LNH                  | Totaux LNH | 453 | 65               | 89               | 154              | 249              | 21               | 2 | 1                    | 3                    | 6                    |                      |                      |

| Année | Équipe | Compétition             |   | PJ | B | A | Pts | Pun               |  | Résultat |
| 1994  | Canada | Jeux olympiques d'hiver | 4 | 1  | 1 | 2 | 0   | Médaille d'argent |  |          |

## Trophées et honneurs personnels
- 1992 : nommé dans la 1re équipe d'étoiles de la Ligue de hockey de l'Ontario

## Transactions en carrière
- 28 juin 1994 : échangé aux Maple Leafs de Toronto par les Nordiques de Québec avec Garth Butcher, Mats Sundin et le choix de 1re ronde des Flyers de Philadelphie (acquis précédemment, échangé plus tard aux Capitals de Washington, Washington sélectionne Nolan Baumgartner) lors du lors du repêchage d'entrée dans la LNH en 1994 en retour de Wendel Clark, Sylvain Lefebvre, Landon Wilson et d'un choix de 1re ronde (Jeff Kealty) lors du lors du repêchage d'entrée dans la LNH en 1994.
- 29 novembre 1999 : échangé au Lightning de Tampa Bay par les Maples Leafs de Toronto en retour d'un choix de 3e ronde (Mikael Tellqvist) lors du repêchage d'entrée dans la LNH en 2000.
- 18 juin 2001 : échangé aux Coyotes de Phoenix par le Lightning de Tampa Bay en retour de Juha Ylönen.
- 28 décembre 2001 : échangé aux Canucks de Vancouver par les Coyotes de Phoenix avec Tyler Bouck, Trevor Letowski et d'un choix de 3e ronde (ré-échangé plus tard à Phoenix, Phoenix sélectionne Dmitri Pestounov) lors du repêchage d'entrée dans la LNH en 2003 en retour de Drake Berehowsky et de Denis Pederson.
- 5 février 2003 : échangé aux Canucks de Vancouver par les Flyers de Philadelphie en retour de considérations futures.
- 11 mars 2003 : réclamé au ballotage par les Predators de Nashville des Canucks de Vancouver.